# Placedo, Texas
Placedo, Texas (енгл. Placedo) насељено је место без административног статуса у америчкој савезној држави Тексас.

## Демографија
По попису из 2010. године број становника је 692.
| Група             | 2000.    | 2010.       |
| Белци             | 0 (0,0%) | 146 (21,1%) |
| Афроамериканци    | 0 (0,0%) | 23 (3,3%)   |
| Азијати           | 0 (0,0%) | 0 (0,0%)    |
| Хиспаноамериканци | 0 (0,0%) | 515 (74,4%) |
| Укупно            | 0        | 692         |